# Yossi Vardi

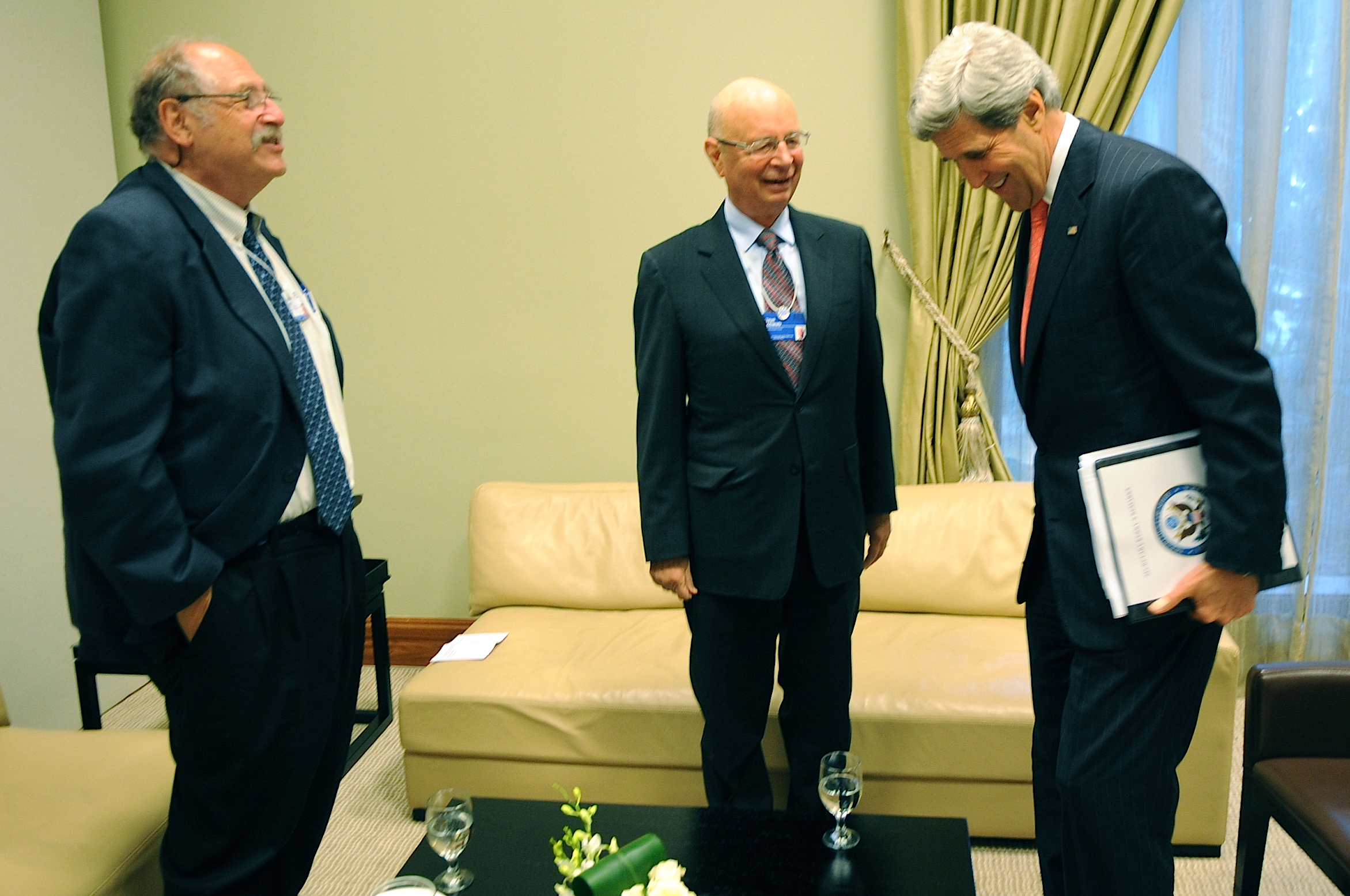
Yossi Vardi (links) auf dem Weltwirtschaftsforum 2013

Joseph „Yossi“ Vardi (hebräisch יוסי ורדי, * 1942 in Tel Aviv) ist ein israelischer Unternehmer, Investor und Politikberater.
Vardi gründete oder leitete rund 60 Firmen (wie z. B. Israel Chemicals oder ITL Optronics). Er investierte 75.000 US-Dollar in die Firma seines Sohnes Arik: Mirabilis (welches zwei Jahre später von AOL für 407 Millionen aufgekauft wurde), sowie 1,1 Millionen US$ in SimilarWeb.
Er berät Politiker in Nahostfragen und leitet die Wirtschaftskooperationsverhandlungen mit Jordanien, Syrien und den Palästinensern.